# 다가와촌 (후쿠시마현)
다가와촌(田川村)은 후쿠시마현 오누마군에 있던 촌이다. 현재의 아이즈미사토정 중부, 다다미선, 아이즈타카다역의 동쪽 미야강 양안에 해당한다.

## 역사
- 1889년 4월 1일 - 정촌제 시행에 의해 구 다가와촌 단독으로 자치체를 형성하였다.
- 1927년 4월 1일 - 다카타정에 편입해, 동일 다가와촌이 폐지되었다.
- 1955년 3월 31일 - 아카자와촌, 나가이노촌, 오마타촌, 히가시오마타촌, 아사히촌, 후지카와촌과 합병해, 아이즈미사토정이 성립하였다.

## 교통
철도성 아이즈선(현 다다미선)이 촌역을 통과했지만 역은 존재하지 않았다.

## 참고문헌
- 角川日本地名大辞典 7 福島県